# Hans Bol
Pour les articles homonymes, voir Bol.
Hans Bol, né à Malines en 1534 et mort à Amsterdam en 1593, est un artiste flamand de la Renaissance, à la fois peintre de paysages, dessinateur, graveur, enlumineur et cartonnier de tapisseries.

## Biographie
Né à Malines le 16 décembre 1534, il est le fils de Simon Bol (Boels), peintre sur verre et beau-père de Frans Boels.    
Peintre, dessinateur, graveur et illustrateur, il reçoit sa formation dans le milieu des paysagistes travaillant à la détrempe, très nombreux à Malines, et apprend l'art du dessin chez son oncle Jacob Bol. Il part ensuite à Heidelberg en 1551 et 1552.
De retour à Malines, il devient maître à la guilde locale de Saint-Luc en 1560. Au cours de cette période, de nombreux dessins sont publiés par l'éditeur Jérôme Cock, alors très réputé, et preuve d'un grand succès.         
Ses gouaches sont si souvent copiées que cela l'oblige à se limiter aux miniatures, lesquelles sont plus difficiles à imiter. La clientèle internationale lui donne un bon revenu. Il fait également des dessins, des gravures et des enluminures. C'est un artiste polyvalent qui crée aussi bien des scènes mythologiques, allégoriques ou bibliques mais qui est surtout connu pour son art du paysage et des scènes de genre paysannes.        
Devant l'invasion espagnole, il fuit en 1572 Malines pour Anvers. Ayant perdu tous ses biens, il se limite aux miniatures. La renommée revient rapidement et il devient membre de la guilde anversoise en 1574.        
De nouveaux conflits l'obligent à quitter la Flandre pour les Pays-Bas du nord en 1584 et transiter par Dordrecht, Delft et finir à Amsterdam, où il en devient le citoyen libre en novembre 1591.        
Il meurt à Amsterdam le 20 novembre 1593.    
Parmi ses élèves, se trouvent son gendre Frans Boels, Joris Hoefnagel, Rommert van Beve, et Jacob Savery (I).    

## Œuvres

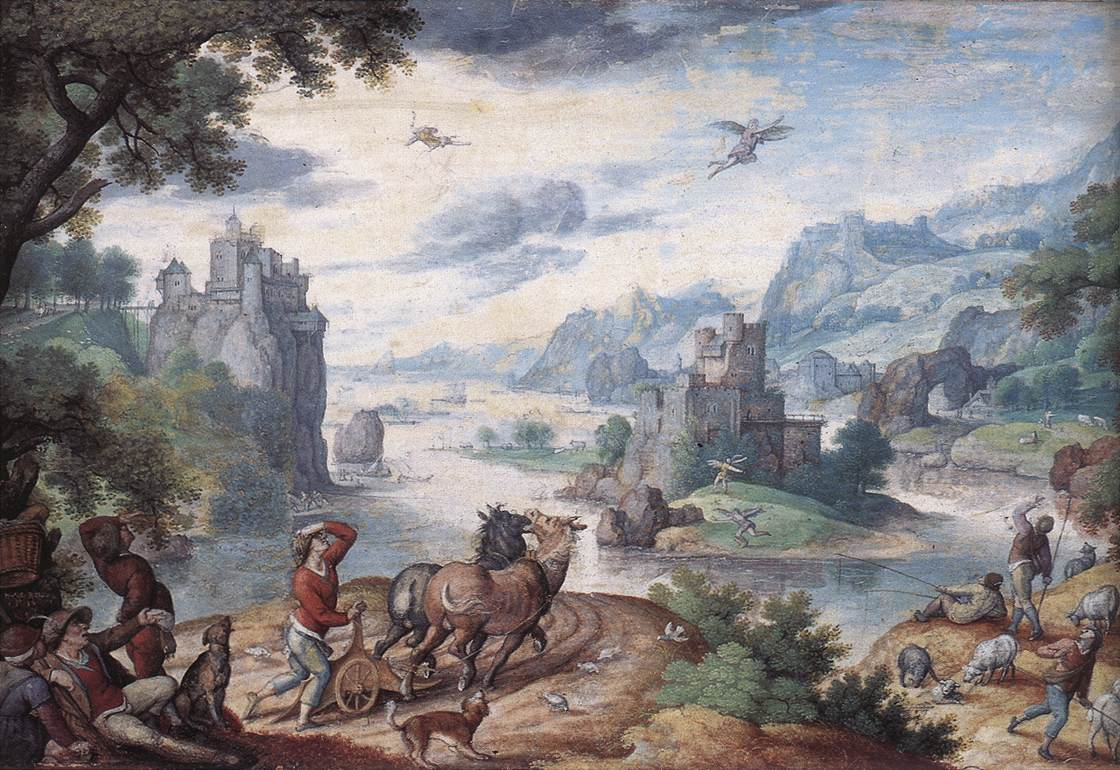
Paysage avec la chute d'Icare, Musée d'Anvers

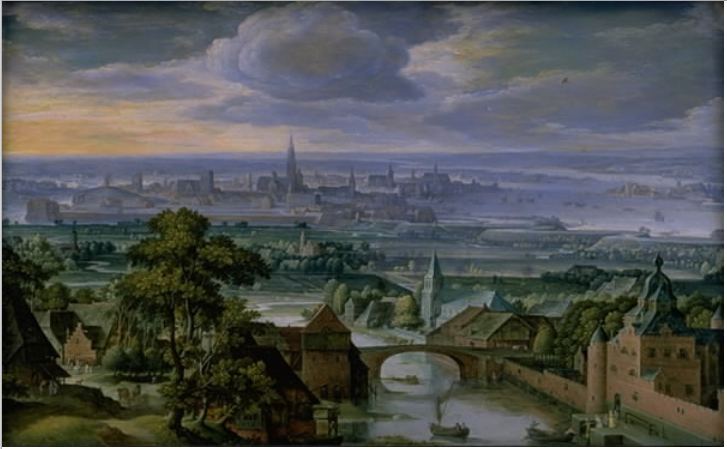
Paysage avec une vue d'Anvers

Hans Bol est principalement connu pour son importante œuvre graphique de gouaches et d'estampes. Son premier dessin connu représente un paysage avec des arbres et un moulin à eau (signé et daté 1557, musée Boijmans Van Beuningen) et montre l'influence de Pieter Brueghel l'Ancien. Dans ce dessin, Bol s'éloigne de la tradition flamande et des paysages de montagnes imaginaires et de rochers escarpés en faveur d'une approche plus réaliste qui repose sur l'observation scrupuleuse de la nature. Le dessin souligne également la possible connaissance de Bol du travail du Maître des Petits Paysages, un artiste anonyme non identifié de cette époque, dont les dessins pour deux séries de gravures montrent des scènes rurales innovantes et situées autour d'Anvers en 1559 et en 1661. Le Maître des Petits Paysages représente des paysages réels plutôt qu'imaginaires, motif qui influencera les futurs artistes du paysage flamand, y compris Bol.
Les dessins de Bol révèlent son rôle de tout premier plan dans le développement de l'art du paysage aux Pays-Bas. Ses paysages sont souvent peuplés par des figures humaines représentant des personnages bibliques ou ordinaires, et parfois les deux. Il mélange des détails réalistes avec des éléments imaginaires. Dans son approche de l'art du paysage, Bol est influencé par le travail de son contemporain Pieter Bruegel l'Ancien. Avec ce maître, il partage également sa préférence pour représenter les saisons et les mois de l'année. Bruegel avait fait revivre cette tradition médiévale avec sa série monumentale des mois, peinte en 1565. Dans les années suivantes, Hans Bol fait des dessins pour une série d'estampes des quatre saisons. Le projet lancé par Bruegel est de premier plan pour l'imprimeur Jérôme Cock. Lorsque Bruegel meurt en 1569, les modèles pour le printemps et l'été sont les seuls qui soient achevés. C'est Bol, approché par Jérôme Cock, qui exécute les dessins pour l'automne et l'hiver, preuve de la haute estime dans laquelle il est considéré en 1570. Grâce à cette commande, le jeune Bol était effectivement devenu le successeur de Bruegel. La série a été gravée par l'imprimeur Pieter van der Heyden. 

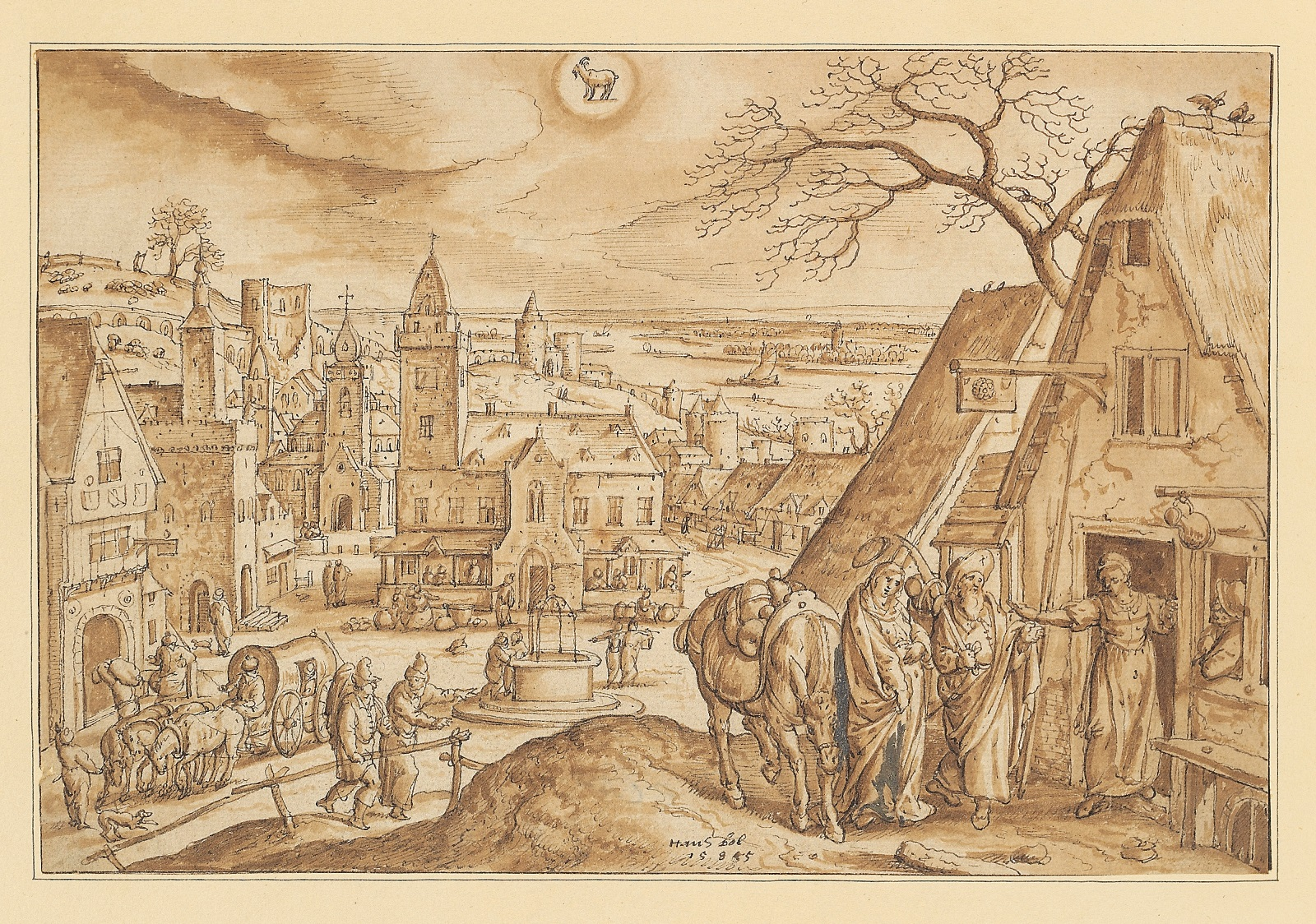
Le mois de décembre

Les années suivantes, Bol conçoit d'autres séries des quatre saisons incluant les activités caractéristiques propres à chacune. Une série complète de modèles pour les douze mois (dont le frontispice est manquant) se trouve dans la collection du musée Boijmans Van Beuningen. Elle est gravée par Adriaen Collaert puis, publiée par l'éditeur Hans van Luyck en 1581 ; largement diffusée, elle exerce une grande influence sur les artistes contemporains. 
Une autre série de dessins des douze mois de l'année, datés 1584-1585, a été récemment redécouverte (vendue aux enchères le 16 juillet 2014 chez Christie's, et maintenant dans la collection de la fondation du Roi Baudouin à Bruxelles). Elle comprend le dessin préparatoire pour le frontispice de la publication imprimée un peu plus tard. Les treize dessins ont servi de préparation pour les treize impressions et l'ensemble est monté dans un album. Le livre contient également un autre ensemble de dessins préparatoires pour son livre d'emblèmes Emblemata Evangelica, une série d'estampes conçue par Hans Bol, gravée par Adriaen Collaert et publiée par Johannes Sadeler. Contrairement à la série conservée au musée Boijmans van Beuningen, qui représente chacun des mois par des travaux humains associés, les dessins de la série de Bruxelles associent des images du Nouveau Testament à de nombreuses paraboles. Les scènes représentant les travaux humains sont déplacées à l'arrière-plan, mettant en avant les scènes religieuses. C'est un concept iconographique réellement novateur pour la période. Plusieurs parties d'une histoire sont parfois représentées simultanément dans une composition unique.

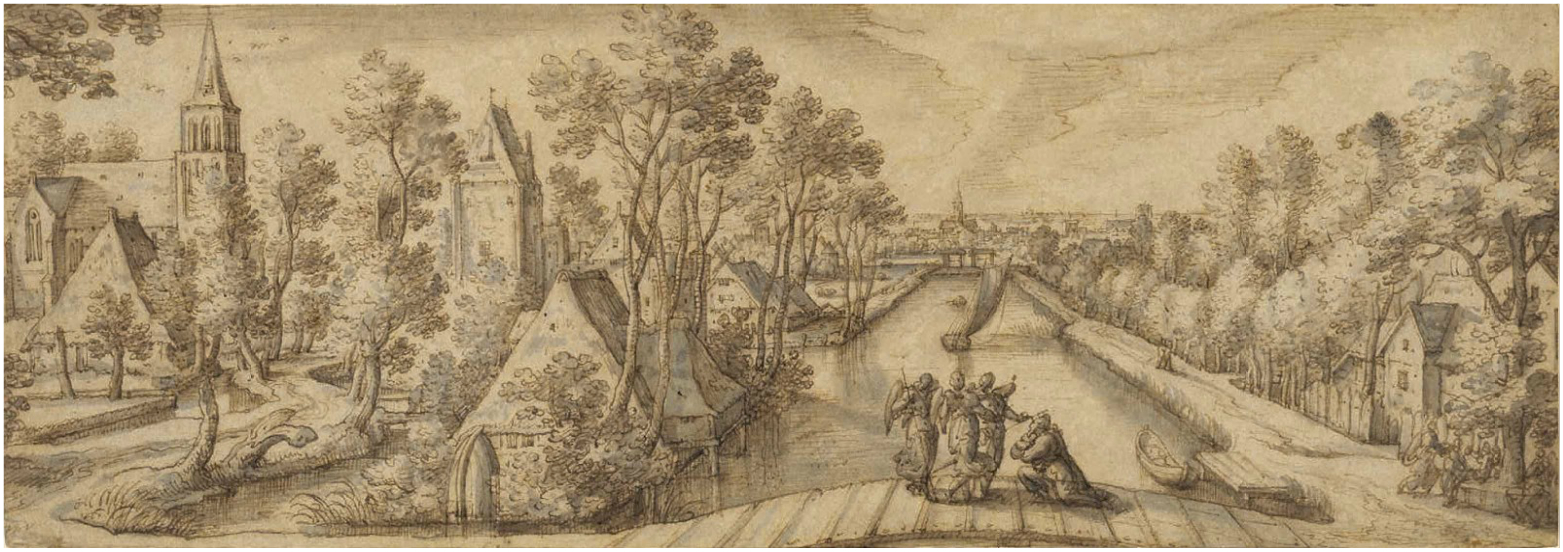
Vue de Delft, avec Abraham et les Trois Anges

En 1582, Hans Bol et son atelier compose l'enluminure du Livre d'heures de François de France, duc d'Alençon, proclamé duc de Brabant cette année-là.
Hans Bol a également produit un certain nombre de dessins topographiques avec des vues de différentes villes, comme en 1583 la détrempe et gouache Une vue sur le port d'Anvers. Vers la fin de sa vie, il produit plusieurs dessins de paysages boisés.
L'une de ses plus célèbres œuvres est le Paysage avec la chute d'Icare, exécuté sur papier suivant la technique de l'aquarelle. Le travail est inspiré des Métamorphoses d'Ovide, où est relaté le mythe d'Icare. La conception, malgré sa petite taille, est un excellent exemple du genre de la peinture de paysage, la gradation subtile des couleurs et le contraste entre les plans donnent une impression générale de mouvement.
De ses premiers travaux, il ne reste presque rien.
- Paysage vallonné avec Agar recevant la visite de l'ange, dessin, musée du Louvre, Paris
- Le Fils prodigue, dessin à la plume et encre brune, 1570, Metropolitan Museum of Art[9]
- La Prédication de saint Jean Baptiste, gouache rehaussée d'or sur vélin marouflée sur bois, 1589, musée du Louvre[10],[11]
- Printemps, dessin à la plume et encre brune, 1579, musée de l'Ermitage[12]
- Le Repos durant la Fuite en Egygte, gravure de Camillo Procaccini, 1593, Fine Arts Museums of San Francisco[13]

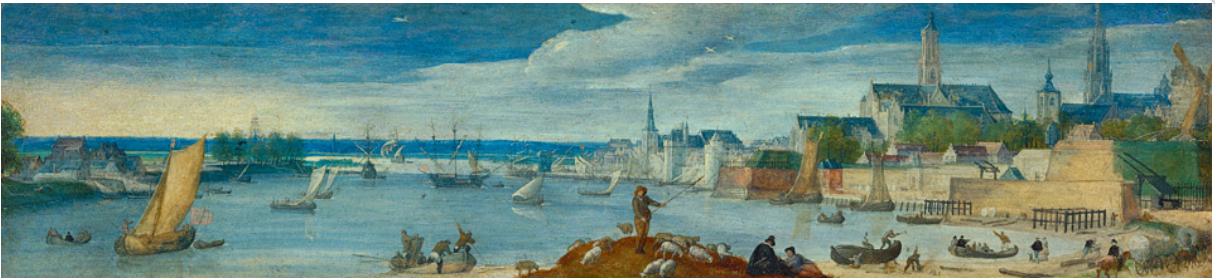
Vue du port d'Anvers en 1583

Nombre de ses dessins sont gravés entre autres par Philippe Galle, Jérôme Cock, Matthew Merian, Hieronymus Wierix.
- Histoire de Jonas, Jérôme Cock, d'après Hans Bol, burin, Musée Wittert, Liège, inv. 39091[14]